# Antoine François Passy

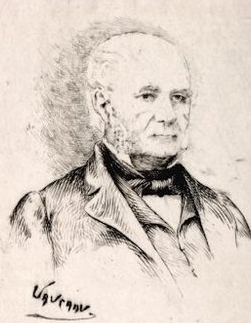

Antoine François Passy (Garches, atual departamento de  Hauts-de-Seine, 23 de abril de 1792 – Gisors, 8 de outubro de 1873) foi um político, geólogo e botânico francês.